# Thomas Peternell
Thomas Peternell (* 11. Dezember 1954 in Witzenhausen) ist ein deutscher Mathematiker, der sich mit komplexer Analysis (Funktionentheorie mehrerer komplexer Variabler) befasst. Er ist Professor an der Universität Bayreuth.

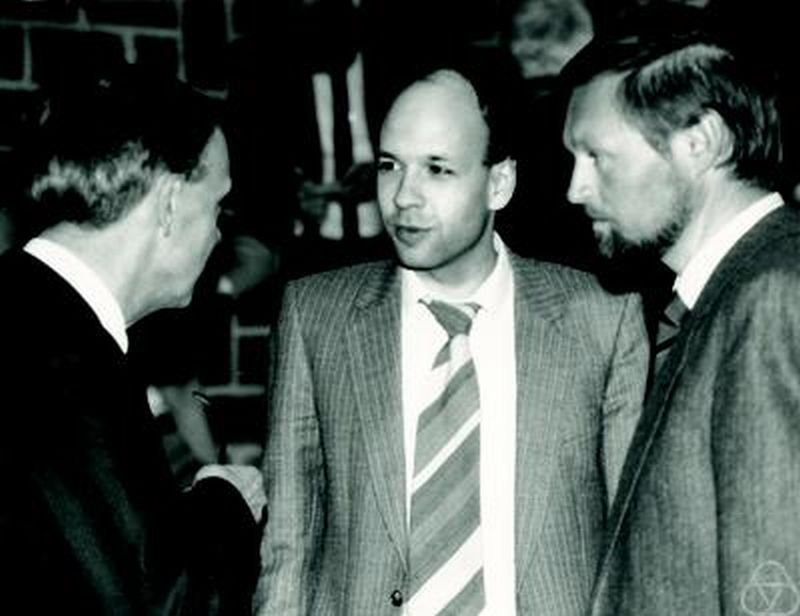
Hirzebruch (links), Thomas Peternell (Mitte), Klaus Hulek (rechts), Erlangen 1987

Peternell wurde 1981 bei Hans Grauert an der Universität Göttingen promoviert (Vektorraumbündel in der Nähe von kompakten, komplexen Untermannigfaltigkeiten).
Peternell ist Vorsitzender des Beirats des Emmy-Noether-Instituts der Bar-Ilan-Universität und Schatzmeister der Oberwolfach-Stiftung. Außerdem war er von 2012 bis 2016 Sprecher des Fachkollegiums Mathematik in der Deutschen Forschungsgemeinschaft.
Er ist Mitherausgeber von Documenta Mathematica und Manuscripta Mathematica.
Er ist mit der Tochter von Hans Grauert, Ulrike Peternell, verheiratet, die ebenfalls Mathematikerin ist.
Zu seinen Doktoranden gehört Stefan Müller-Stach (Universität Mainz).

## Schriften
- Herausgeber mit Yōichi Miyaoka: Geometry of higher dimensional algebraic varieties, DMV Seminar 26 (Oberwolfach), Birkhäuser 1997
- Herausgeber mit Klaus Hulek, Michael Schneider, Frank-Olaf Schreyer: Complex algebraic varieties, Lecture Notes in Mathematics 1507, Springer Verlag 1992 (Konferenz Bayreuth 1990)
- Herausgeber mit F. Catanese, H. Esnault, A. Huckleberry, K. Hulek: Global Aspects of Complex Geometry, Springer Verlag 2006
- mit M. Andreatta (Herausgeber): Higher dimensional complex varieties, De Gruyter 1996 (Konferenz Trento 1994)
- Herausgeber mit Ingrid Bauer, Fabrizio Catanese, Y. Kawamata, Yum-Tong Siu: Complex geometry. Collection of papers dedicated to Hans Grauert on the occasion of his 70th birthday, Springer Verlag 2002
- Herausgeber mit F.-O. Schreyer: Complex analysis and algebraic geometry. A volume in memory of Michael Schneider, de Gruyter 2000
- mit Alan Huckleberry: Several complex variables: Basic Geometric Theory und Compact Manifolds, in: Francoise, Naber, Tsun (Herausgeber): Encyclopaedia of Mathematical Physics, Elsevier 2006
- Differential Calculus, holomorphic maps and linear structures on complex spaces (mit Reinhold Remmert), Cohomology, Pseudoconvexity, the Levi problem and vanishing theorems, Modifications, Cycle Spaces (mit F. Campana), in: Grauert, Peternell, Remmert (Hrsg.): Several complex variables VII: Sheaf theoretic methods in complex analysis, Encyclopaedia of Mathematical Sciences, Springer Verlag